# Sydney Carroll
Sydney Carroll, född 15 november 2002 i St. John's, är en kanadensisk konstsimmare. Hennes mor Mary DePiero tävlade i simhopp vid olympiska sommarspelen 1992.

## Karriär
Carroll började med konstsim som 11-åring. Vid VM 2022 i Budapest var hon en del av Kanadas lag som slutade på sjunde plats i highlight och på åttonde plats i det tekniska lagprogrammet.
Vid panamerikanska spelen 2023 i Santiago var Carroll en del av Kanadas lag som tog brons i lagtävlingen. Vid VM 2023 i Fukuoka var hon en del av Kanadas lag som slutade på 14:e plats i det tekniska lagprogrammet.
Vid VM 2024 i Doha var Carroll en del av Kanadas lag som slutade på fjärde plats i det akrobatiska lagprogrammet, sjätte plats i det tekniska lagprogrammet och på sjunde plats i det fria lagprogrammet.